# Dodecatheon jeffreyi
Dodecatheon jeffreyi är en viveväxtart som beskrevs av Van Houtte. Dodecatheon jeffreyi ingår i släktet Dodecatheon och familjen viveväxter.

## Underarter
Arten delas in i följande underarter:
- D. j. jeffreyi
- D. j. pygmaeum

## Bildgalleri

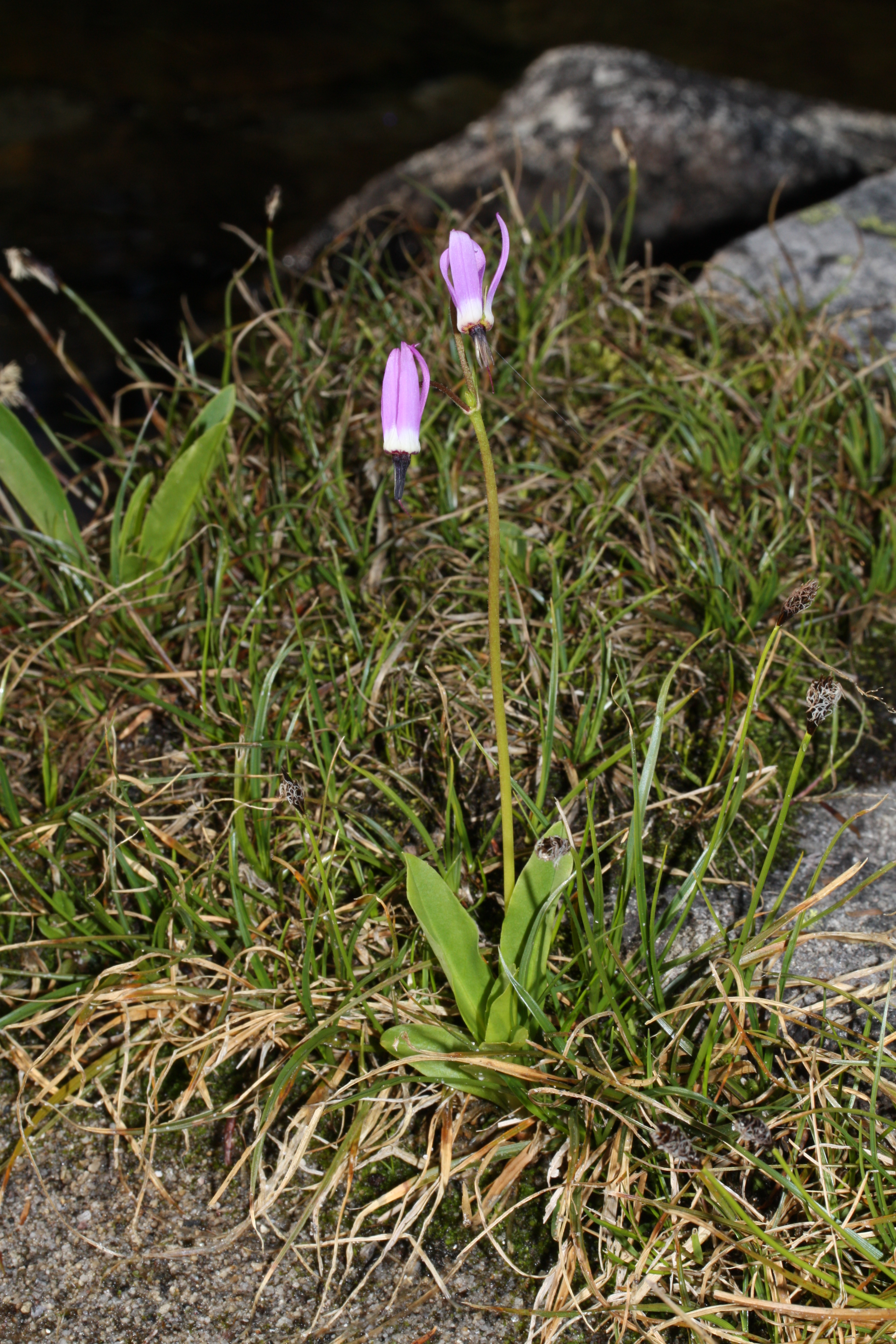
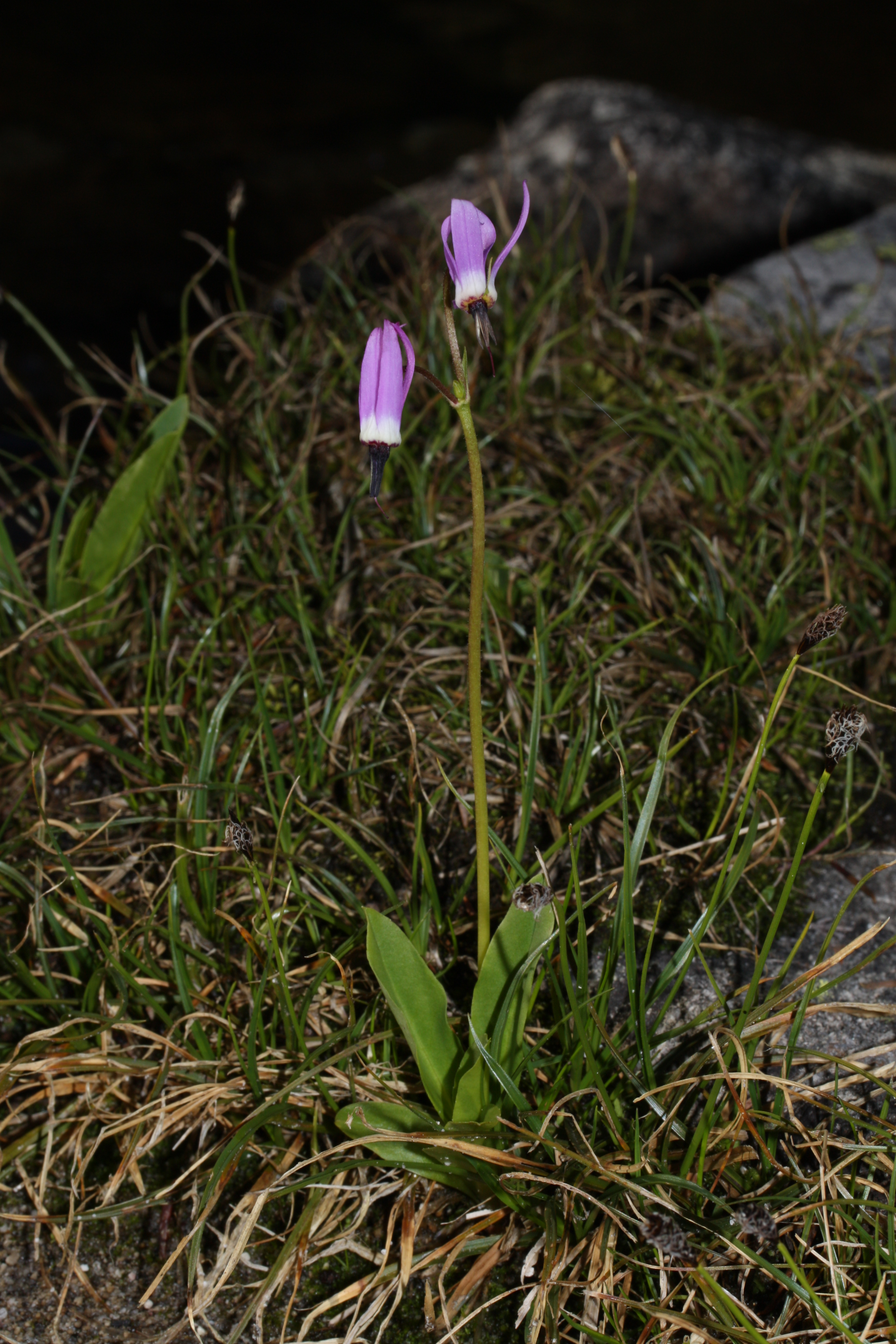
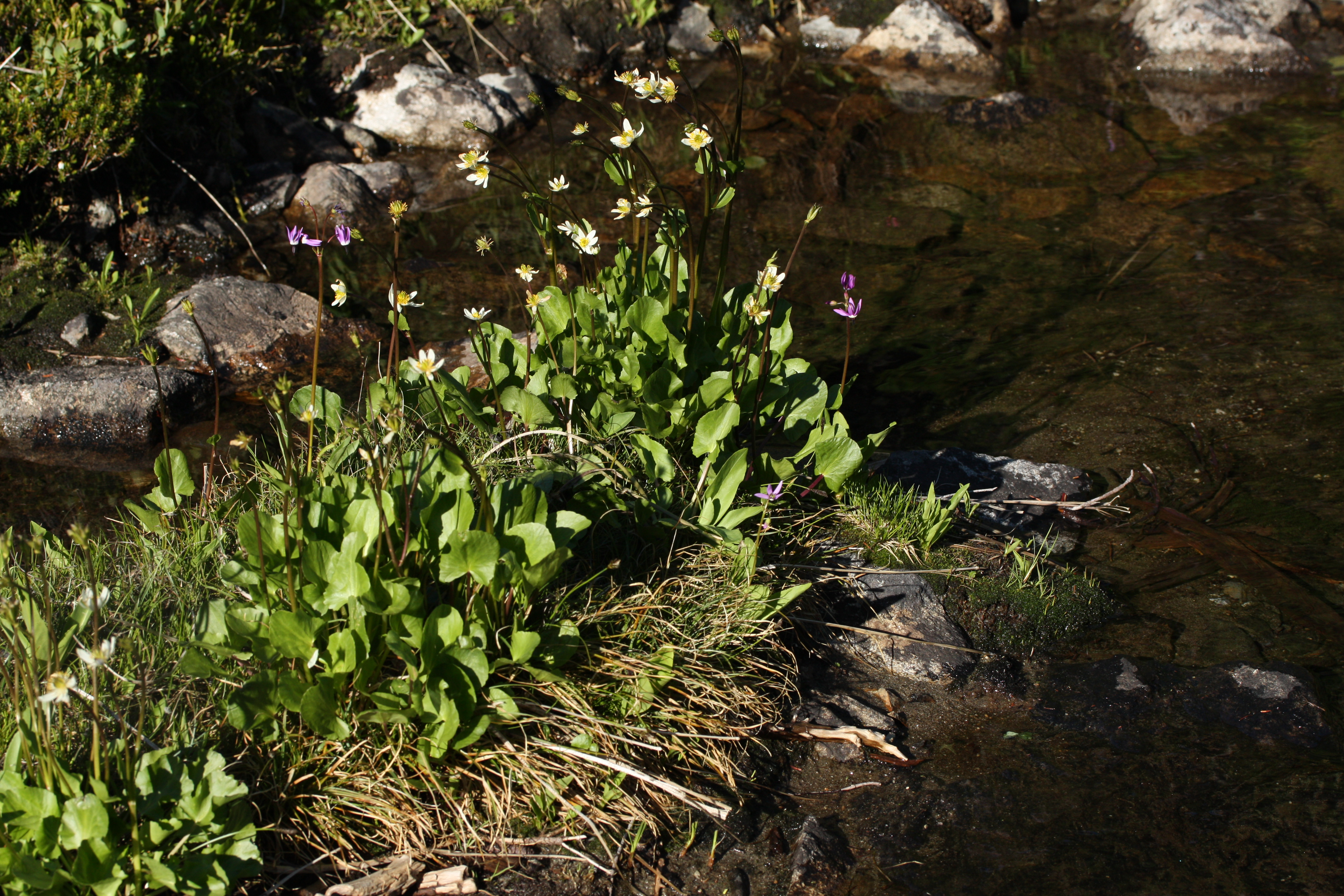
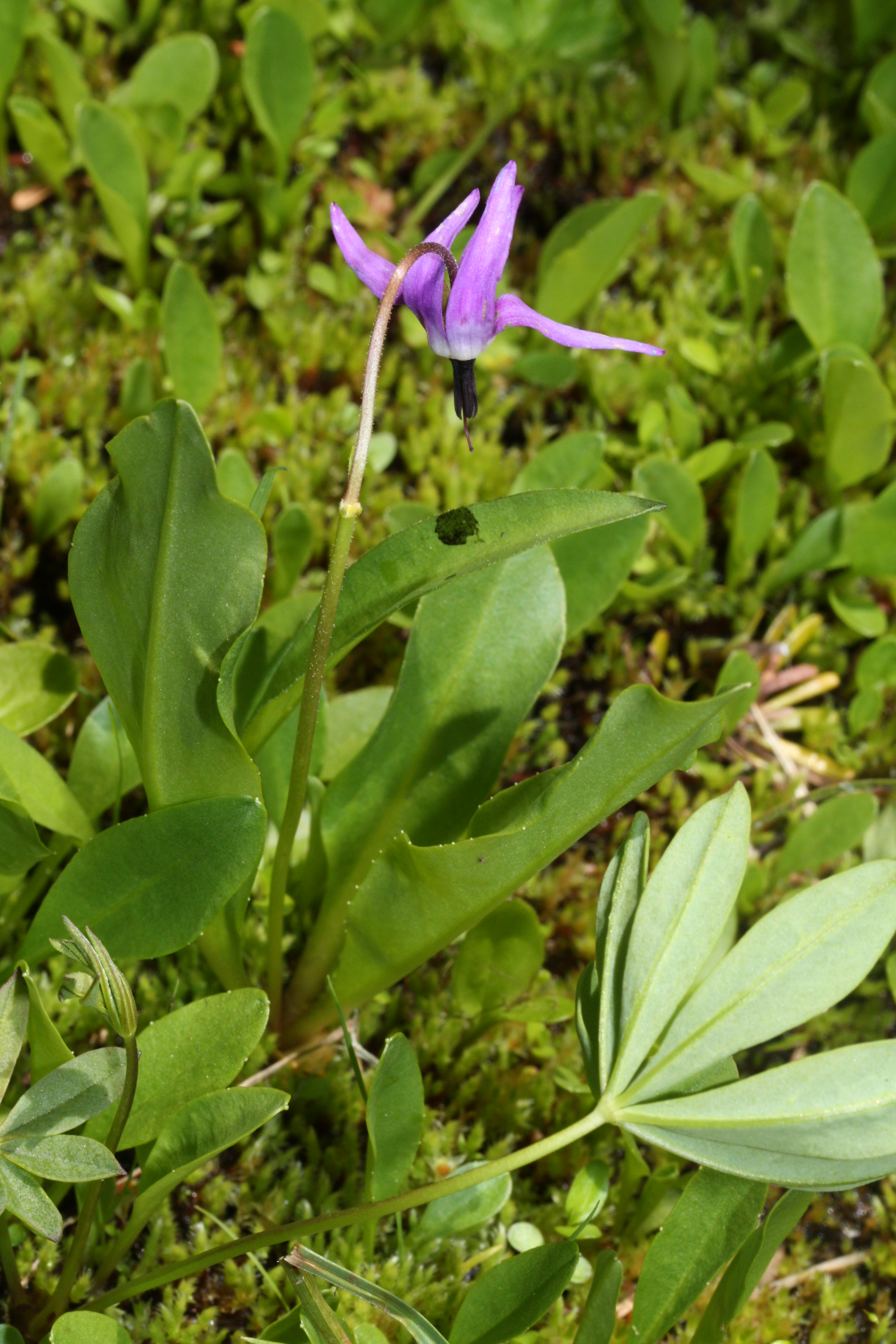
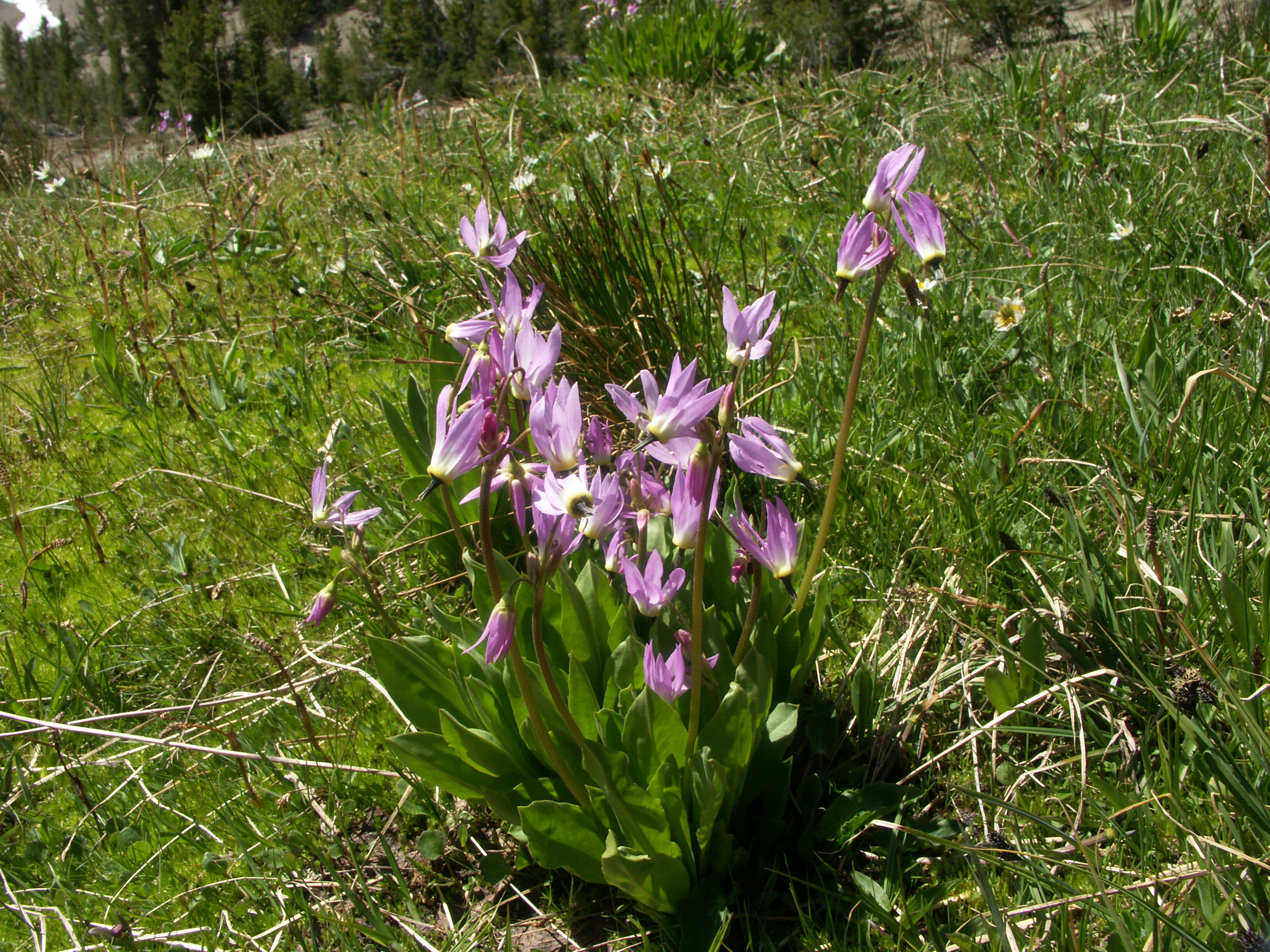
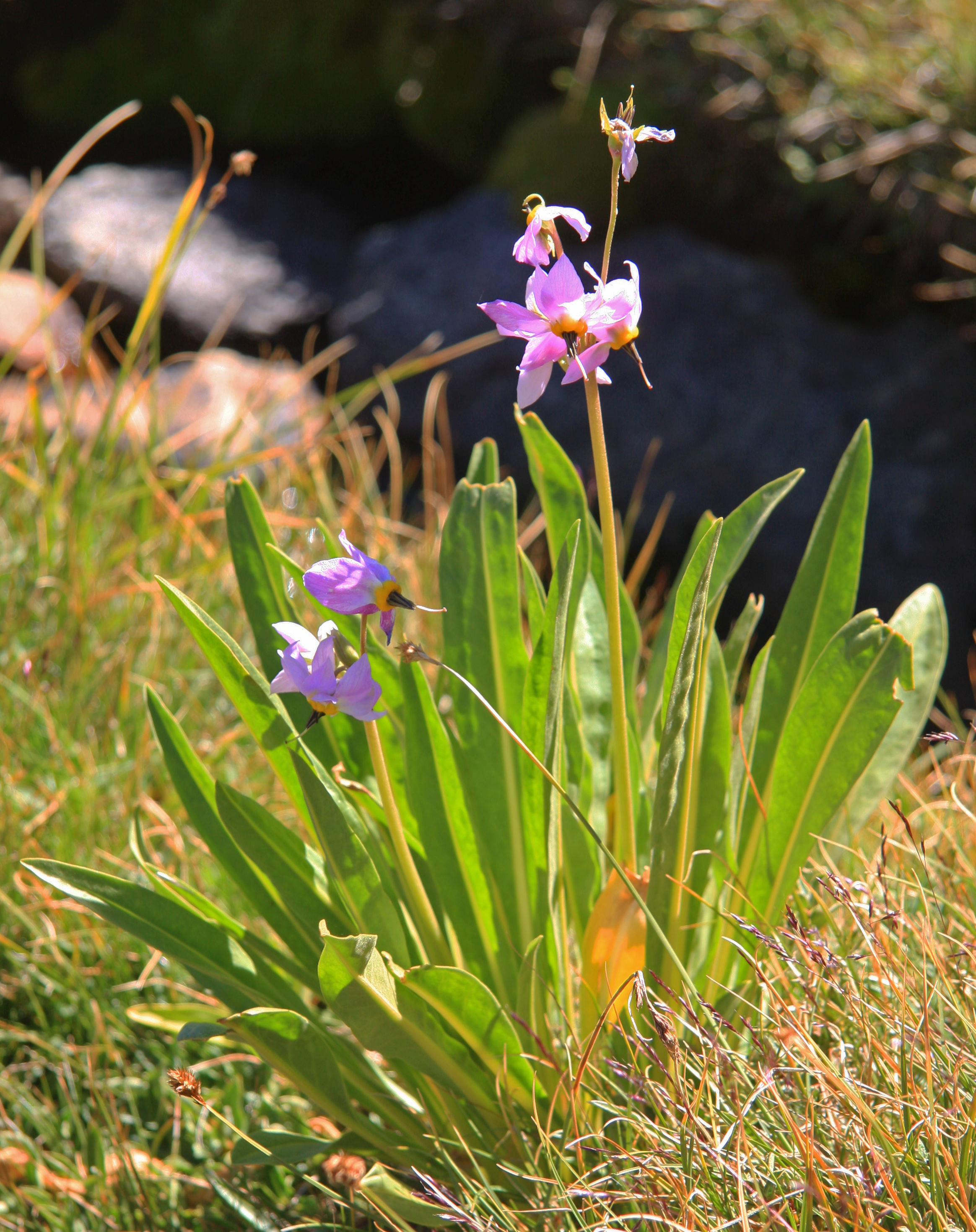